# Laisdalens fjällurskog
Laisdalens fjällurskog är ett naturreservat i Arjeplogs kommun i Norrbottens län längs 10 mil av Laisälven ovanför och nedanför det tidigare gruvsamhället Laisvall. Inom naturreservat finns privata områden däribland gruvrättigheter som inte omfattas av naturreservatsbeslutet.
Området är naturskyddat sedan 2000 och är 793,7 kvadratkilometer stort. Laisdalen fjällurskog är till stor del bevuxet med fjällbarrskog, nedströms Laisvall dominerar granen, uppströms tallen. 